# Janet Vaughan

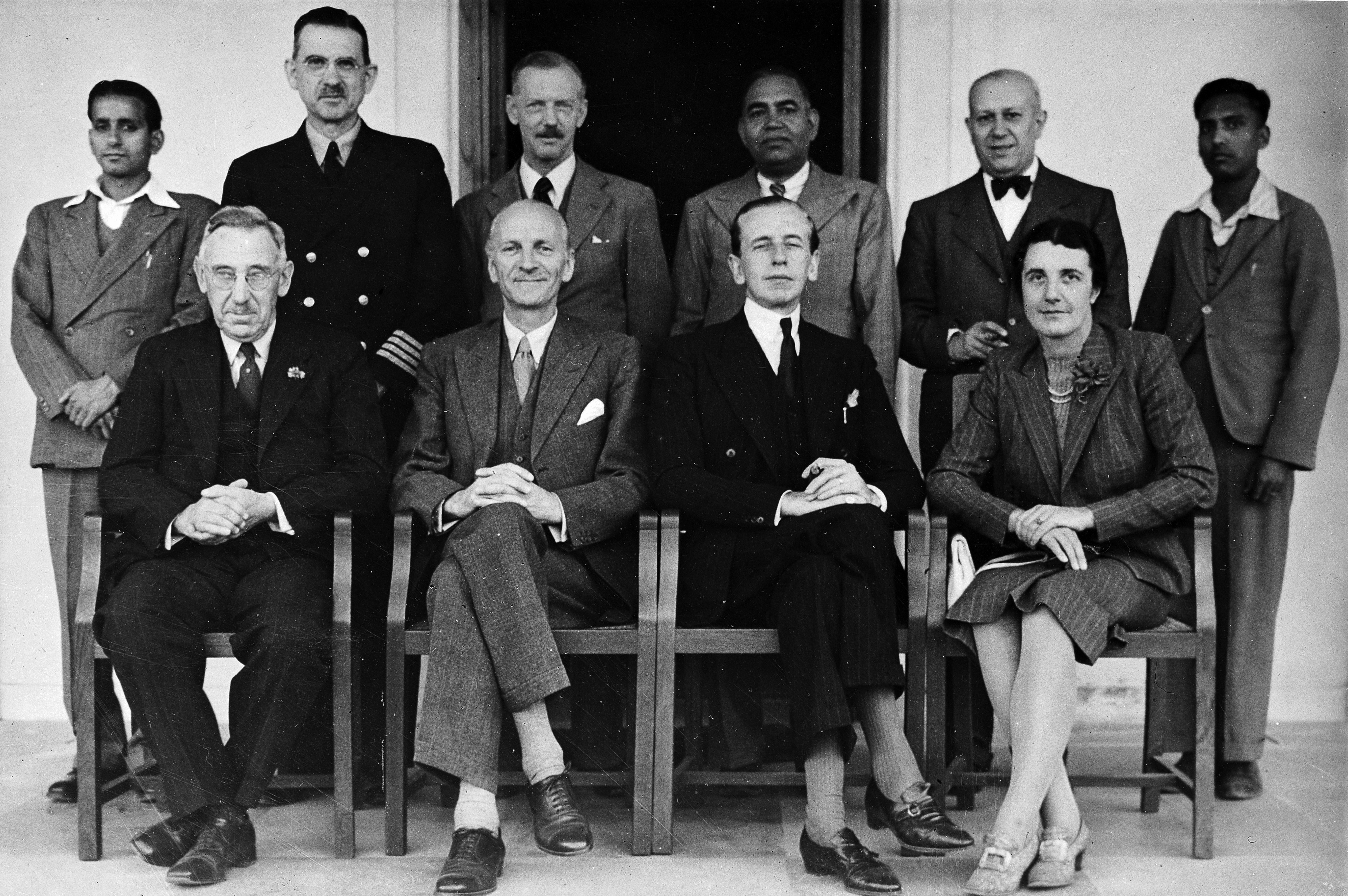
Stehend. Zweiter von links: Joseph W. Mountin, zweiter von rechts: Henry E. Sigerist. Sitzend. Von links nach rechts: John H. L. Cumpston, John A. Ryle, Weldon Dalrymple-Champneys und Janet Vaughan. --- Vor einer Klinik in Lahore 1944.

Dame Janet Maria Vaughan (Ehename Gourlay, * 18. Oktober 1899 in Clifton, heute ein Stadtteil von Bristol in England; † 9. Januar 1993 in Oxford) war eine britische Ärztin und Physiologin.

## Leben und Wirken
Janets Vater William Wyamar Vaughan war Direktor in vornehmen Privatschulen (Clifton College 1890–1904, Giggleswick School 1904–1910, Wellington College, Berkshire 1910–1921, Rugby School 1921–1931). Ihre Mutter Margret Symonds (1869–1925) war die Tochter des Historikers und Schriftstellers John Addington Symonds. Janet hatte zwei jüngere Brüder und eine jüngere Schwester, die schon als Kind starb.
Janet Vaughan studierte ab 1919 Medizin am Somerville College in Oxford. Ihre klinische Ausbildung erhielt sie bis 1925 am University College Hospital in London.
Während ihrer klinischen Ausbildung wurde sie im Londoner Elendsviertel Camden Town mit den Lebensumständen der sozial Deklassierten konfrontiert, wodurch sie in ihrer bereits existierenden sozialistischen Überzeugung bestärkt wurde. In den 1930er Jahren wurde sie aktiv im «Committee for Spanish Medical Aid» zur Unterstützung der Republikanischen Bewegung in Spanien.
Nach dem Tod ihrer Mutter 1925 gab sie ihr ursprüngliches Ziel, praktizierende Ärztin zu werden, auf und spezialisierte sich auf dem Gebiet der klinischen Pathologie. So war sie in der Lage, am Wochenende ihren Vater zu umsorgen. Als der Vater 1929 wieder heiratete, war sie von dieser Verpflichtung entbunden. Im September 1930 heiratete sie David Gourlay (1889/90–1963), mit dem sie zwei Kinder hatte, Mary (* 1933) und Priscilla (* 1934).

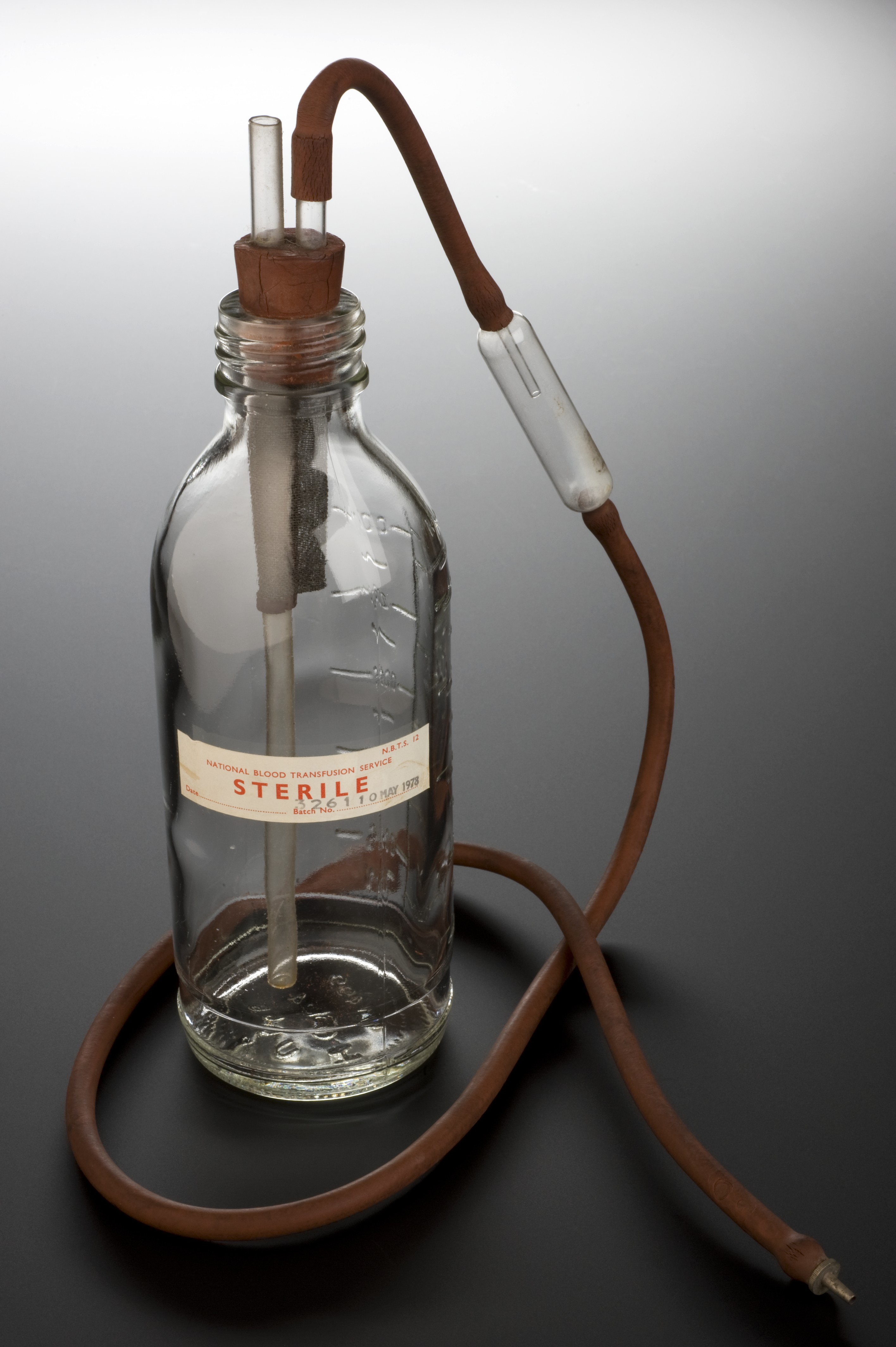
Gerät zur Bluttransfusion

### Hämatologie
Angeregt durch die Entdeckung des US-Amerikaners George Richards Minot über den positiven Effekt der Gabe von Leberextrakten bei der Behandlung der perniziösen Anämie ließ sie Patienten heimlich zerkleinerte rohe Leber essen. Diese Patienten erholten sich sehr schnell, was der behandelnde Arzt auf seine Behandlung mit Arsen zurückführte. Ermutigt durch Charles Robert Harington bereitete sie in ihrer Wohnung Extrakte aus zerkleinerter Leber zu und probierte sie im Selbstversuch. Sie erhielt die Erlaubnis zu weiteren Versuchen an Patienten. Die Resultate waren durchweg gut und so hatte sie Material für ihre Doktorarbeit, die sie 1931 abschloss.
1934 wurde Janet Vaughan an der neu eröffneten British Postgraduate Medical School als Assistentin in der klinischen Pathologie angestellt und mit den im Hammersmith Hospital anfallenden Aufgaben der Hämatologie und der Bluttransfusion betraut.
Im Laufe ihrer Aktivitäten zur Unterstützung der Republikanischen Bewegung im Spanischen Bürgerkrieg erhielt sie die Information, dass dort im Hinterland gelagertes Blut in Kühlketten an die Front transportiert und erfolgreich bei der Erstbehandlung von Verletzten eingesetzt wurde. Den spanischen Hämatologen Frederic Durán-Jordà lud sie zu einem Referat über diese Methode nach London ein. Auch für die von ihr geleitete Transfusionsabteilung im Londoner Hammersmith Hospital bereitete Janet Vaughan mit Unterstützung von Frederic Durán-Jordà den Aufbau einer kleinen Blutbank vor. Angesichts der drohenden Kriegsgefahr nach dem Münchener Abkommen plante sie zusammen mit einigen Kollegen die Errichtung eines nationalen Bluttransfusionsdienstes. Die britische Regierung akzeptierte diesen Plan und beauftragte das Medical Research Council (MRC) mit der Durchführung. Für die Dauer des Krieges wurde Vaughan mit der Aufsicht über den Betrieb des London-Nord-West-Blutdepots betraut.

### Bhore Committee
Im Herbst 1944 wurde Vaughan von der Indischen Kolonialregierung eingeladen, in einer Gruppe von ausländischen Ärzten das Land zu bereisen und die Strukturen des dortigen Gesundheitswesens zu analysieren. Diese Analyse diente dem indischen «Bhore Committee», das 1943 von Sir Joseph William Bhore (1878–1960) gegründet wurde, als Argumentationshilfe für einen 1946 abgeschlossenen Report mit Empfehlungen zum Aufbau eines strukturierten Gesundheitssystems in Indien.

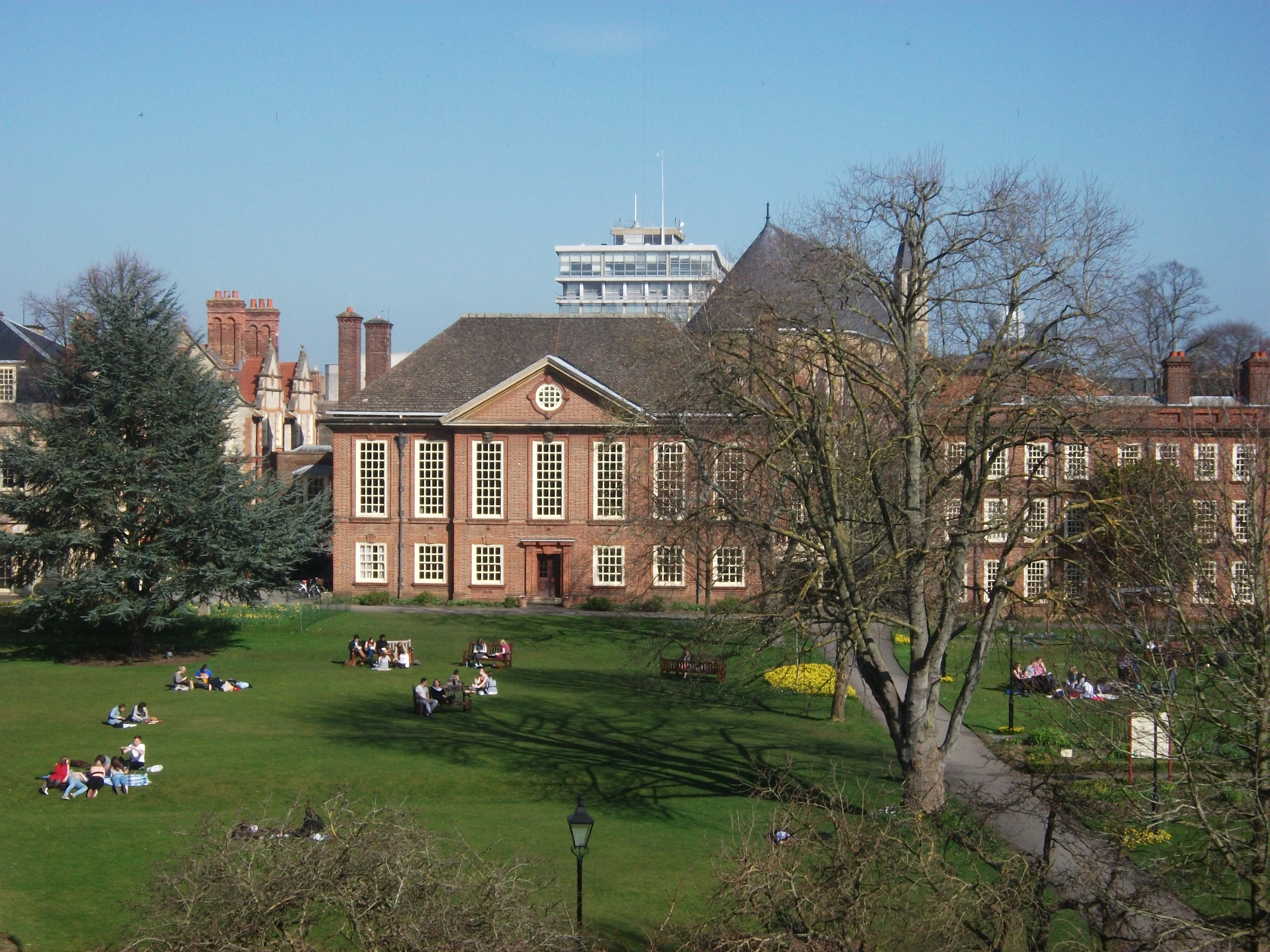
Somerville College

### Somerville College
Von 1945 bis 1967 war Janet Vaughan Direktorin des Somerville College.

### Brüssel – Bergen-Belsen
Als das Ende des Krieges nahte, schickte das MRC Vaughan nach Brüssel. Sie sollte helfen, befreite, aber ausgehungerte britische Soldaten wieder zu Kräften zu bringen. Anschließend untersuchte sie in Bergen-Belsen den Wert der Gabe von konzentrierter Proteinnahrung bei der Behandlung von ehemaligen Häftlingen, die wegen Auszehrung zu sterben drohten. Nach ihrem eigenen Urteil: „Der Versuch, Wissenschaft in der Hölle zu betreiben.“

### Plutonium
Nach den Atombombenabwürfen auf Hiroshima und Nagasaki war Vaughan Leiterin einer kleinen Gruppe von Wissenschaftlern verschiedener Fachrichtungen, die im Auftrag des MRC die biologischen Effekte von in den Knochen angereicherten Radioisotopen untersuchte. Es stellte sich heraus, dass die einzelnen radioaktiven Elemente dabei wesentliche Unterschiede aufwiesen. Vaughan wurde bald weltweit als Autorität in Bezug auf Fragen zur Plutoniumanreicherung in den Knochen anerkannt.

### Mitgliedschaften und Auszeichnungen
- 1939 Wahl zum Fellow des Royal College of Physicians (FRCP)
- 1943–1967 Gründungsmitglied der Nuffield Foundation
- 1944–1946 Mitglied der Royal commission on equal pay
- 1944 Ernennung zum Officer des Order of the British Empire (OBE)
- 1950–1951 Ausschussvorsitzende des Oxford Regional Hospital Board
- 1953–1954 Mitglied des Phillips Committee on the Economic and Financial Problems of the Provision for Old Age
- 1957 Nobilitierung zur Dame Commander des Order of the British Empire (DBE)
- 1967 und 1969 Mitglied von Arbeitsgruppen des International Committee for Radiological Protection
- 1979 Wahl zum Fellow der Royal Society (FRS)
- Ehrendoktorwürden von sieben Universitäten

## Schriften (Auswahl)
- The Anaemias. Oxford University Press, London 1934.
- Leuco-erythoblastic Anemias, Journal of Pathology and Bacteriology, Band 17 (1936), S. 541–64.
- Conditions at Belsen Concentration Camp, British Medical Journal, Physiology and treatment of starvation ser. (1945):819.
- The physiology of bone. Clarendon Press, Oxford 1970.
- The Effects of Radiation on the Skeleton. Claredon Press, Oxford 1973.